# Maligny (Yonne)
Maligny település Franciaországban, Yonne megyében. Lakosainak száma 780 fő (2022. január 1.). Maligny Ligny-le-Châtel, Chablis, La Chapelle-Vaupelteigne, Collan, Dyé, Fontenay-près-Chablis, Méré és Villy községekkel határos.

## Népesség
A település népességének változása:
| Lakosok száma | 792  | 800  | 832  | 802  | 801  | 805  | 797  | 788  | 780  |
|               | 2013 | 2015 | 2016 | 2017 | 2018 | 2019 | 2020 | 2021 | 2022 |